# ФК Брук-Бет Термалика
Брук-Бет Термалика Нечеча Клуб Спортови (на полски: Bruk-Bet Termalica Nieciecza Klub Sportowy, кратка форма Термалика) е полски футболен клуб от село Нечеча, Малополско войводство, играе в Екстракласа. От сезон 2014/15 година води в класацията за най-малко населено място в Европа играещо в топ-първенство на своята държава.

## История
Независимо че футболът е станал популярен още в началото на 20-те години на миналия век, настоящият отбор се появява през 1946 г. През 1950 г. влиза в четвърта лига на страната. След това следва постоянно участие предимно в окръжните групи на Полша. През 1970 г. отборът престава да съществува, но през 1983 г. се ражда отново.
През 2005 г. клубът е закупен от Данута Витковска, собственичка на компанията Брук-Бет – лидер на полския пазар по производство на малки павета за тротоари и улици. Другият спонсор е Термалика – фирма за бетонни конструкции, която е собственост на съпруга ѝ Кшищоф Витковски. Повечето от жителите работят в тези фирми. От тази година независимо от името на отбора, марката съществува в името неотлъчно. Фирмата обявява курс за модернизация на клубната инфраструктура. Построява нов стадион в град Жабно. Това дава положителен тласък на футболистите. През 2003/04 година, отборът играе още в полската А окръжа група, а за отбора са чували само местните. През 2010/11 селския клуб е вече в Първа полска лига. Тимът става победител във Втора лига през 2009/10. Чудото идва в предпоследния кръг на Първа полска лига. Пред 2000 зрители (при население от 750 души) на селския стадион в Нечеча „слончетата“ бият с 2:0 Погон Шедълце. Автор на двата гола е Емил Дроздович, който става и реализатор на лигата с 12 гола и отборът за пръв път играе в Екстракласа.

## Срещи с български отбори
„Термалика“ се е срещал с български отбори в приятелски срещи.

### „Лудогорец“
С „Лудогорец“ се е срещал един път в контролен мач. Мачът се играе на 1 февруари 2017 г. в турския курорт Белек като завършва 1 – 0 за „Термалика“ .

## Хронология на името
- 1946: „ЛЗС“
- 2004: „ЛКС“
- 2005: „ЛКС Брук-Бет“
- 2009: „Брук-Бет“
- 2010: „Термалика – Брук-Бет КС“